# Early Warnings
Early Warnings è una raccolta del gruppo AOR/hard rock tedesco Fair Warning.

## Tracce
1. Out On The Run
2. Burning Heart
3. Take A Look At The Future
4. Take Me Up
5. Children's Eyes
6. Don't Give Up
7. What Did You Find
8. Long Gone
9. Stars And The Moon
10. Desert Song
11. Hang On
12. When Love Fails
13. Pictures Of Love
14. Rain Song
15. One Step Closer
16. The Heart Of The Summer

## Formazione
- Tommy Heart (voce)
- Andy Malecek (chitarra)
- Helge Engelke (chitarra)
- Ule Ritgen (basso)
- C.C.Behrens (batteria)